# Jaoul
Le Jaoul est une rivière du sud de la France, affluent du Viaur dans le département de l'Aveyron.

## Géographie
De 22,5 km de longueur, il prend sa source sur la commune de La Capelle-Bleys, dans l'Aveyron et après un parcours dirigé vers le sud se jette dans le Viaur, en rive droite, sur la commune de La Salvetat-Peyralès. Le Viaur est un affluent de l'Aveyron.

## Principaux affluents
- Le Néguebiau, 3,1 km
- Ruisseau des Clauzels, 4 km

## Départements et villes traversées
- Aveyron : Rieupeyroux, La Salvetat-Peyralès, Vabre-Tizac, Lescure-Jaoul, La Capelle-Bleys.